# Бир сир Ивет
Бир сир Ивет (фр. Bures-sur-Yvette) насеље је и општина у Француској у региону Париски регион, у департману Есон која припада префектури Палесо.
По подацима из 2011. године у општини је живело 9676 становника, а густина насељености је износила 2320,38 становника/km². Општина се простире на површини од 4,17 km². Налази се на средњој надморској висини од 75 метара (максималној 163 m, а минималној 56 m).

## Демографија
| 1962. | 1968. | 1975. | 1982. | 1990. | 1999. | 2011. |
| ----- | ----- | ----- | ----- | ----- | ----- | ----- |
| 3.682 | 5.733 | 6.870 | 7.764 | 9.227 | 9.679 | 9.676 |

График промене броја становника у току последњих година